# Dissenhorn
Das Dissenhorn ist ein flächenhaftes Naturdenkmal auf dem Gebiet des Stadtteils Göllsdorf der baden-württembergischen Stadt Rottweil im Landkreis Rottweil. Das Naturdenkmal wurde mit Verordnung vom 10. November 1991 ausgewiesen.

## Lage und Beschreibung
Das Dissenhorn ist ein steiler, vorspringender Berghang im Mittelkeuper am nordöstlichen Ortsrand von Göllsdorf, der von einer Wacholderheide bedeckt ist. Das Naturdenkmal ist Bestandteil des FFH-Gebiets Prim-Albvorland und liegt im Landschaftsschutzgebiet Wacholderheide Dissenhorn.